# Untergrafendorf (Gemeinde Böheimkirchen)
Untergrafendorf ist eine Ortschaft und eine Katastralgemeinde der Gemeinde Böheimkirchen im Bezirk Sankt Pölten-Land in Niederösterreich.

## Geografie
Der nördlich von Böheimkirchen gelegene Ort wird von der Perschling durchflossen. Durch Untergrafendorf führt die Landesstraße L110, von der im Ort die L5078 abzweigt.

## Geschichte
Laut Adressbuch von Österreich waren im Jahr 1938 in Untergrafendorf ein Bäcker, ein Fleischer, drei Gastwirte, zwei Gemischtwarenhändler, ein Landmaschinenhändler, ein Milchhändler, eine Mühle mit Sägewerk, ein Schmied, zwei Schneider und eine Schneiderin, zwei Schuster, ein Tischler, ein Viehhändler, ein Wagner und einige Landwirte ansässig. Weiters existierte ein Elektrizitätswerk und das Gut Neutenstein betrieb eine Ziegelei.

## Sehenswertes
- Schloss Neutenstein, Vogtei, Wasserburg und um 1600 im Stil der Renaissance ausgebaut